# Die Nibelungen (Hebbel)

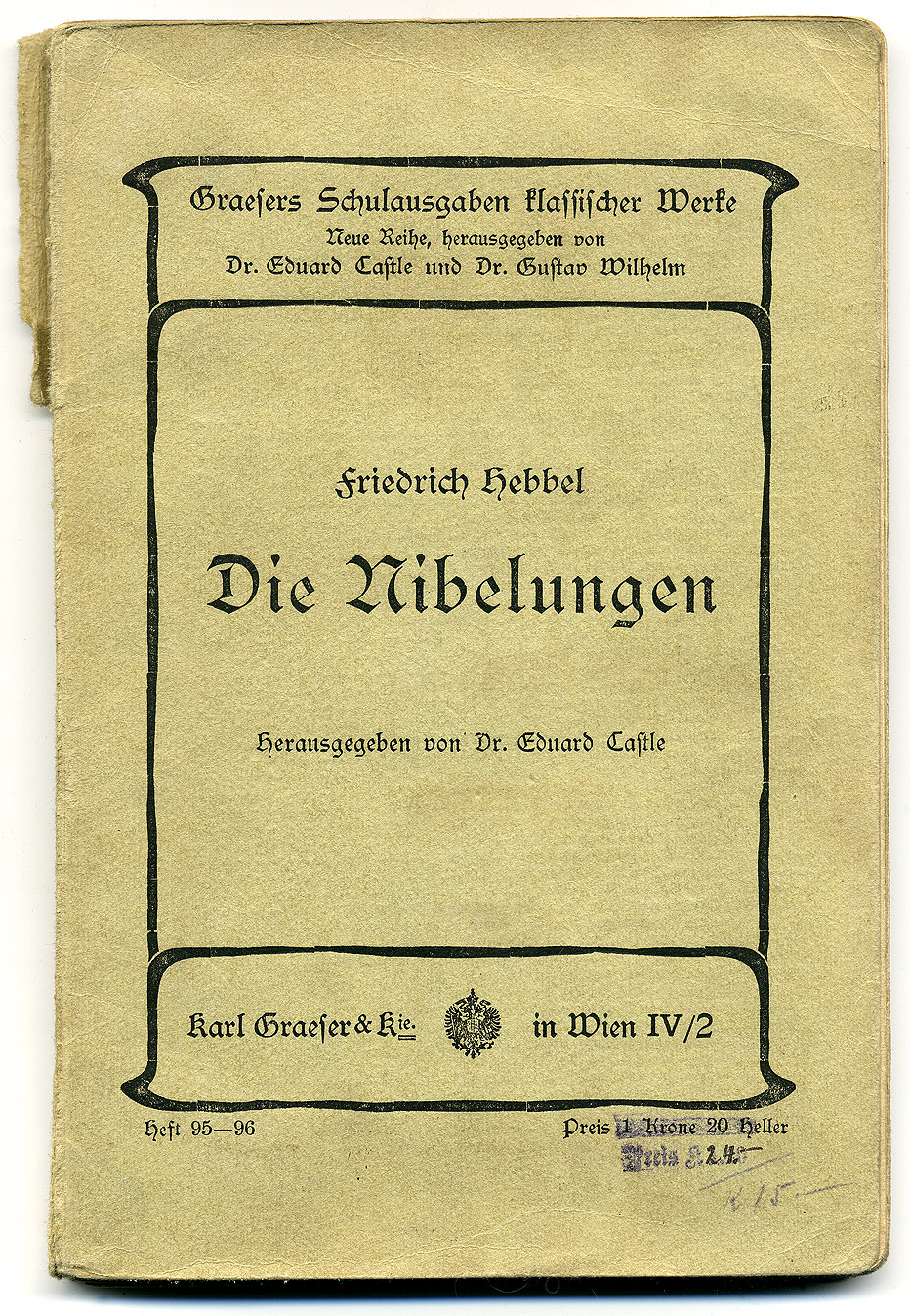
Friedrich Hebbel „Die Nibelungen“ (Schulausgabe um 1900, Wien/Brünn)

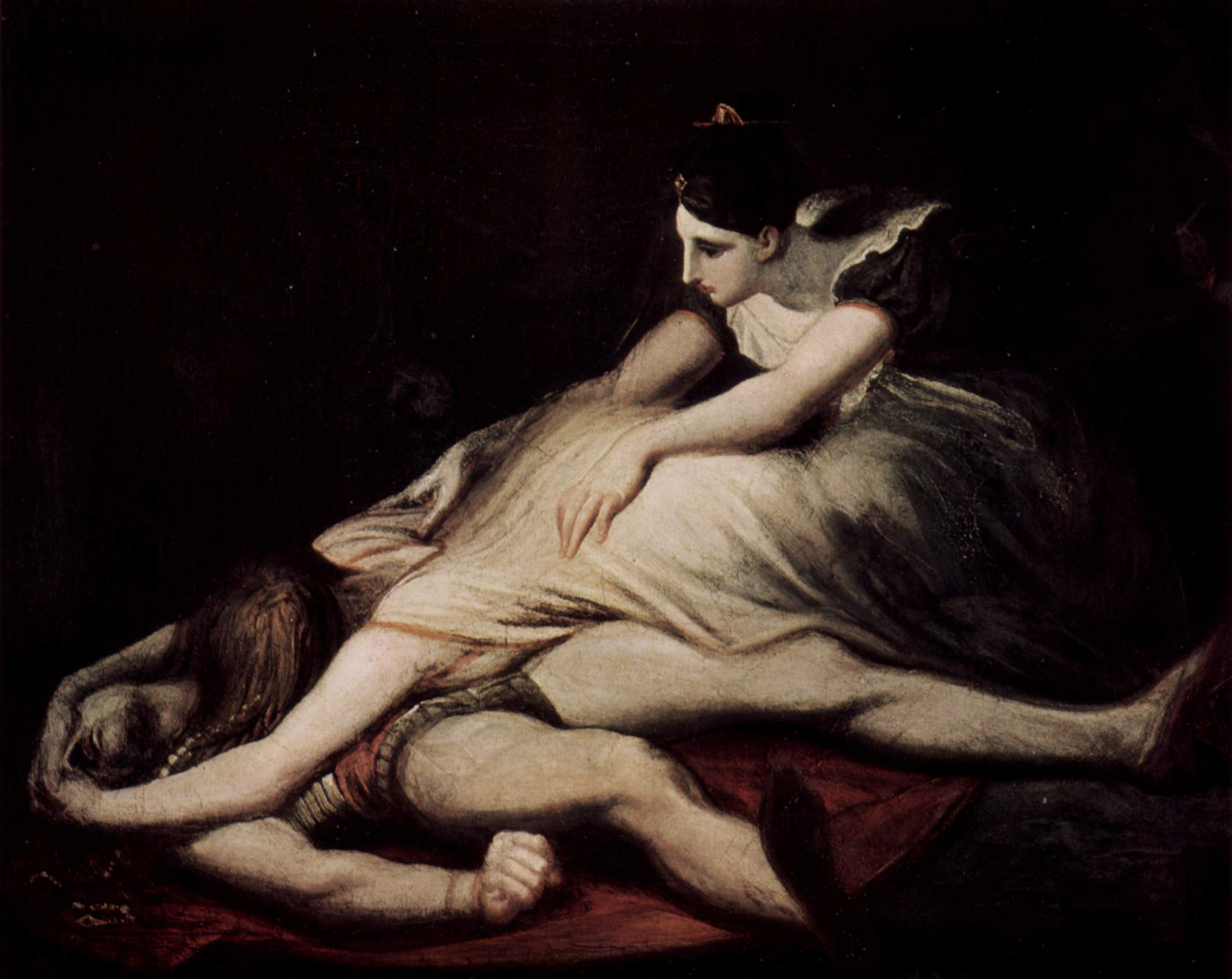
Johann Heinrich Füssli: Kriemhild wirft sich auf den toten Siegfried (1817)

Die Nibelungen ist ein deutsches Trauerspiel in drei Abteilungen und war ursprünglich zur Aufführung an zwei Abenden gedacht. Die einzelnen Abteilungen heißen: Der Gehörnte Siegfried, Siegfrieds Tod und Kriemhilds Rache. Friedrich Hebbel verfasste das Drama in den Jahren von 1850 bis 1860. Es handelt sich um eine der am meisten beachteten Bearbeitungen des Nibelungenstoffes im Theaterfach.

## Handlung

### Der Gehörnte Siegfried

#### Vorspiel in einem Akt
Stagnation und Langeweile herrschen am Hofe des Burgunder Königs Gunther in Worms. Es ist Ostersonntag, die Jagd ist verboten. Ein Lied des Spielmannes Volker soll für Zerstreuung sorgen. Es handelt von der schönen, aber unbesiegbaren Brunhild. Für Gunther ist klar, dass er diese Frau will.
In dieser Situation kommt der Held Siegfried an den Hof der Nibelungen. Er ist jung, voller Tatendrang, bärenstark und will sich mit jedem messen, der sich ihm in den Weg stellt. Es kommt zu einem Wettkampf. Das Werfen von Steinen soll einen Schwertkampf vermeiden. Siegfried besiegt Gunther und dessen Brüder Gernot und Giselher. Er sieht Kriemhild, die Schwester Gunthers, und verliebt sich in sie. Nach dem Sieg erzählt Siegfried von seinen Heldentaten: Davon, wie er das Schwert Balmung und den Nibelungenhort samt einer Tarnkappe erlangte und einen Drachen tötete. Er berichtet vom Bad im Blut des Drachen, das seine Haut unverletzlich machte und ihm die Möglichkeit gibt, die Sprache der Vögel zu verstehen. Die Vögel führten ihn nach Isenland, wo er ungesehen Brunhild erblickte, aber nicht mit ihr kämpfen wollte. Auch von seiner Einsamkeit erfahren die Burgunder. Gunther will die Situation für sich nutzen. Er schlägt Siegfried einen Pakt vor: Siegfried soll Gunther helfen, Brunhild zu seiner Frau zu machen, dafür wird dieser einer Heirat Siegfrieds mit Kriemhild nicht im Wege stehen. Verschwiegenheit wird vereinbart.
Gemeinsam brechen Gunther, sein Bruder Gernot, Gunthers Onkel Hagen von Tronje und Siegfried nach Isenland, der Heimat Brunhilds, auf.

### Siegfrieds Tod

#### Trauerspiel in fünf Akten
Brunhild empfängt die Recken und stellt klar, dass keiner Isenland lebend verlassen wird, wenn sie nicht besiegt würde. Da Gunther dafür nicht die nötige Kraft besitzt, kämpft Siegfried unter der Tarnkappe für ihn. Brunhild, die die Täuschung nicht bemerkt, muss mit Gunther ziehen.
Siegfried eilt voraus nach Worms, um die Ankunft Brunhilds anzukündigen. Bei dieser Gelegenheit sieht er Kriemhild das erste Mal länger und erlangt einen Gunstbeweis von ihr. Auch wird er ihrer Mutter vorgestellt. Mit der Ankunft der anderen Isenlandfahrer mischen sich Misstöne in die Szene. Die kriegerische Brunhild will sich nicht in den Hof einordnen. Hagen weist Siegfried auf ein zusätzliches Problem hin: Gunther kann seine Ansprüche gegenüber Brunhild im Bett nicht durchsetzen. Siegfried muss noch einmal helfen. Er soll mit Hilfe der Tarnkappe Brunhild in der Hochzeitsnacht gefügig machen. Wieder wird absolutes Stillschweigen vereinbart. Hagen konstatiert: „Der Vierte in unsrem Bunde sei der Tod“. Im Gerangel entreißt Siegfried Brunhild einen Gürtel, welcher dann in Kriemhilds Hände gelangt. Kriemhild stellt Siegfried zur Rede. Siegfried erzählt ihr daraufhin von Gunthers Schmach und seinem Part bei der Geschichte.
Am Kirchentor des Wormser Doms kommt es zum Eklat. Im Streit um den Vortritt ins Kircheninnere beschimpft Kriemhild Brunhild als „Kebsweib“ (Hure/Mätresse) ihres Gatten Siegfried. Brunhild ist tief gekränkt und fordert von König Gunther den Tod Siegfrieds. Hagen ist bereit, Brunhilds Schmach zu rächen. Mit der Erlaubnis des Königs und unter einem Vorwand bringt er Kriemhild dazu, ihm die Stelle zu verraten, an der Siegfried verwundbar ist. Beim Bad im Drachenblut fiel ein Lindenblatt zwischen Siegfrieds Schulterblätter, nur dort ist er verwundbar. Hagen, Gunther, Gernot und Volker beschließen Siegfrieds Tod, nur Giselher spricht dagegen. Sie laden Siegfried zur Jagd. Siegfried sagt zu und schlägt die Warnung Kriemhilds in den Wind: „Ich zieh hinaus mit lauter guten Freunden, und wenn die Berge nicht zusammenbrechen und uns bedecken, so kann mir nichts geschehen.“ Während der Jagd ersticht Hagen Siegfried, der sich zum Trinken über eine Quelle gebeugt hat, hinterrücks. Kriemhild schöpft Verdacht und fordert Klage über Hagen, die ihr von König Gunther verweigert wird.

### Kriemhilds Rache

#### Trauerspiel in fünf Akten
Sieben Jahre ziehen ins Land. Kriemhild sinnt immer noch auf Rache. Hagen hat inzwischen den Nibelungenhort für die Burgunder an sich gebracht und im Rhein versenkt, um Kriemhild daran zu hindern, Söldner anzuwerben. Noch einmal wendet Kriemhild sich an Gunther. Er solle Hagen den Prozess machen. Gunther lehnt ab. Kriemhild erkennt, dass sie unter den Nibelungen keine Freunde mehr hat. Als Markgraf Rüdiger im Namen Etzels, der Heunen König, um ihre Hand anhält, willigt sie ein. Markgraf Rüdiger muss jedoch vorher schwören, dass er jeden ihrer Befehle befolgen wird. Hagen ist gegen die Hochzeit Kriemhilds mit Etzel. Gunther geht aber nicht auf seine Warnungen ein. Weitere sieben Jahre später besuchen die Nibelungen Kriemhild auf König Etzels Burg mit großem Gefolge. Auf der Reise kommen sie auch auf Rüdigers Burg. Dort verlobt sich Giselher mit Rüdigers Tochter Gudrun. Dietrich von Bern, ein freiwilliger Vasall Etzels, warnt die Nibelungen vor Kriemhilds Rache. „Frau Kriemhild weint noch Tag und Nacht“. Kriemhild verlangt von Etzel, dem sie einen Sohn, Odnit, geboren hat, Rache für Siegfried. Mord um Mord. Etzel weist sie ab, da die Nibelungen das Gastrecht genießen. Kriemhild wendet sich an Werbel, dem sie den Nibelungenhort verspricht, wenn er die Nibelungen aus dem Weg räumt. Während des Festmahls der Fürsten schlachtet Werbel das Gefolge der Nibelungen ab. Als die Nachricht des Geschehenen zu Etzels Bankett vordringt, schlägt Hagen Odnit den Kopf ab. Der Kampf bricht nun auch unter den Fürsten aus. Am Ende sind von den Nibelungen nur noch Gunther, Gernot, Giselher, Volker und Hagen am Leben. Kriemhild fordert von Rüdiger, seinen Treueschwur zu halten. Er erschlägt Gernot und Giselher, scheitert aber an Hagen. Nun greift Dietrich in den Kampf ein, überwindet Hagen und Gunther und bringt sie gefesselt zu Kriemhild und Etzel. Kriemhild lässt Gunther töten und erschlägt Hagen. Hildebrand, ein Gefolgsmann Dietrichs, ist so angewidert, dass er Kriemhild erschlägt. Angesichts des Blutbads legt Etzel seine Krone ab und übergibt die Herrschaft Dietrich von Bern.

## Wichtige neuere Inszenierungen
- 1984 Staatsschauspiel Dresden, Regie: Wolfgang Engel
- 1986 Schauspielhaus Bochum, Regie: Frank-Patrick Steckel
- 1988 Thalia-Theater Hamburg, Regie: Jürgen Flimm
- 2004 Nibelungenfestspiele Worms, Regie: Karin Beier
- 2007 Schauspiel Köln, Regie: Karin Beier
- 2010 Deutsches Theater Berlin, Regie: Michael Thalheimer
- 2011 Theater Bremen, Regie: Herbert Fritsch
- 2013 Schauspielhaus Bochum, Regie: Roger Vontobel
- 2013 Schauspiel Frankfurt, Regie: Jorinde Dröse
- 2013 und 2014 Nibelungenfestspiele Worms, Regie: Dieter Wedel
- 2015 E.T.A.-Hoffmann-Theater Bamberg, Regie: Sibylle Broll-Pape
- 2017 neues theater Halle, Regie: Matthias Brenner
- 2018 Mecklenburgisches Staatstheater, Regie: Jan Gehler
- 2018 Staatstheater Mainz
- 2018 Pfalztheater Kaiserslautern
- 2018 Theater Lüneburg, Regie: Martin Pfaff
- 2019 Theater Aachen, Inszenierung: Christina Rast
- 2021 Theater Regensburg, Inszenierung: Julia
- 2021 Düsseldorfer Schauspielhaus, Regie: Stephan Kimmig
- 2021 Landestheater Linz, Regie: Susanne Lietzow
- 2024 Burgtheater Prunn Riedenburg, Regie: Alexander Etzel-Ragusa

## Verfilmung
Am 26. und 29. Oktober 1967 zeigte der WDR eine zweiteilige Eigenproduktion unter dem Titel Die Nibelungen, die auf dem Hebbel-Stück basiert. Das Drehbuch schrieb der Regisseur des Films, Wilhelm Semmelroth. Teil 1 trug den Titel Siegfrieds Tod, Teil 2 Kriemhilds Rache. Es spielten Gerd Seid als Siegfried, Antje Weisgerber als Kriemhild, Alfred Schieske als Hagen Tronje, Lola Müthel als Brunhild und Hans Caninenberg als Gunther. Jeder Teil dauerte ca. 2 Stunden.

## Sekundärliteratur
- Hayo Matthiesen: Friedrich Hebbel in Selbstzeugnissen und Bilddokumenten. 2. Auflage. Rowohlt, Reinbek 1979, ISBN 3-499-50160-0.
- Martin Schaub: Friedrich Hebbel. DTV, München 1976, ISBN 3-423-06834-5.
- Anni Meetz: Friedrich Hebbel. 3. Auflage. Metzler, Stuttgart 1973, ISBN 3-476-10018-9.